# Bột Hải Vũ Vương
Bột Hải Quang Tông (682 - 737), tên thật Đại Võ Nghệ (tiếng Hàn: 대조영; Hanja: 大武藝; Romaja: Dae Mu-ye), được biết đến với thụy hiệu Vũ Vương (tiếng Hàn: 무왕; Hanja: 武王 ; trị vì 719 – 737), là vị quốc vương thứ hai của vương quốc Bột Hải. Ông được lịch sử biết đến với việc mở rộng hoạt động quân sự trong lãnh địa của mình.

## Thuở ban đầu
Đại Vũ Nghệ là con trai cả của vua Đại Tộ Vinh (Dae Jo-yeong), sinh năm 682 tại An Đông đô hộ phủ.

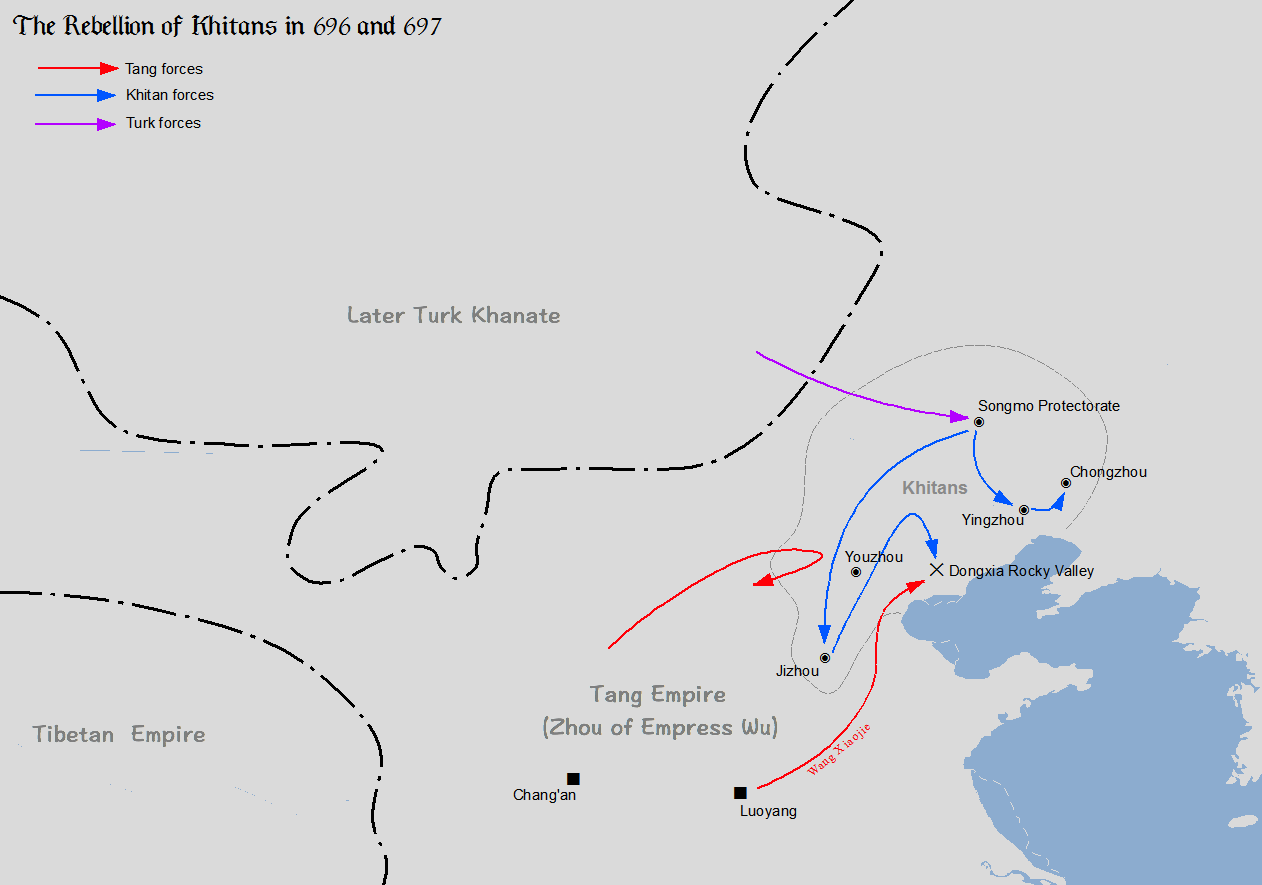
Bản đồ thể hiện cuộc nổi dậy của người Khiết Đan do Vô thượng Khả hãn Lý Tận Trung và Tôn Vạn Vinh lãnh đạo năm 696 chống lại nhà Chu của Võ Tắc Thiên. Nhờ Vương Hiếu Kiệt dẫn quân Chu tấn công Đông Hạp Thạch Cốc, rồi đến A Sử Na Mặc Xuyết dẫn quân Đột Quyết tấn công vào kinh đô Đại Khiết Đan quốc năm 697, cuộc nổi dậy của người Khiết Đan mới bị dập tắt.

Khi ấy, theo "chính sách nới lỏng", khu vực Khiết Đan nằm dưới sự kiểm soát của nhà Chu của Võ Tắc Thiên bởi Thứ sử Doanh Châu (thuộc khu vực Triều Dương, Liêu Ninh, Trung Quốc hiện nay) là Triệu Văn Hối. Hai thủ lĩnh Khiết Đan địa phương là Tùng Mạc đo đốc Lý Tận Trung và Thành Châu Thứ sử Tôn Vạn Vinh, em vợ của Lý Tận Trung là cấp dưới của Triệu Văn Hối. Sự phản đối gia tăng do hành vi của Triệu Văn Hối, người đã coi các thủ lĩnh Khiết Đan như người hầu của mình và từ chối giúp đỡ trong nạn đói xảy ra ở khu vực Khiết Đan vào năm 696. Theo "chính sách nới lỏng", nhà Chu phải cung cấp sự cứu viện nạn đói. Khi Triệu Văn Hối không làm như vậy, Lý Tận Trung và Tôn Vạn Vinh đã phát động một cuộc nổi loạn vào tháng 5 năm 696 (khi Võ Tắc Thiên lên ngôi được 6 năm). Họ dẫn quân từ đất Tùng Mạc và Thành Châu đánh chiếm Doanh Châu, giết Thứ sử là Triệu Văn Hối. Tướng cũ của Cao Câu Ly là Đại Trọng Tượng (大仲象 Dae Jung-sang, ông nội của Đại Vũ Nghệ) và con trai là Đại Tộ Vinh (大祚榮 Dae Jo-Young, cha của Đại Vũ Nghệ) ở núi Đông Mưu (Dongmo, nay thuộc Mãn Châu, Trung Quốc) đã liên minh với thủ lĩnh Bạch Sơn Mạt Hạt là Khất Tứ Bỉ Vũ (걸사비우, 乞四比羽 bính âm: Gulsabiwu) và các thủ lĩnh của các bộ tộc vùng Hắc Long Giang hỗ trợ cho Lý Tận Trung và Tôn Vạn Vinh chống lại Đại Chu. Lý Tận Trung tự xưng là "Vô Thượng Khả hãn" (無上可汗), kiến lập quốc gia Đại Khiết Đan Quốc.
Võ Tắc Thiên phản ứng đầu tiên bằng cách cử một đội quân 28 tướng nhà Chu (trong đó có thủ lĩnh Phất Niết Mạt Hạt là Lý Đa Tộ) chỉ huy đến đàn áp, đổi gọi Lý Tận Trung thành Lý "Tận Diệt" ("盡滅", nghĩa là "tiêu diệt tận gốc họ Lý"), Tôn Vạn Vinh là Tôn "Vạn Trảm" ("萬斬", nghĩa là "trảm vạn lần họ Tôn"). Tuy nhiên lực lượng nhà Chu đi đàn áp này bị quân Khiết Đan đánh bại ở hẻm núi Hạp Thạch Cốc (gần huyện Lư Long, tỉnh Hà Bắc, Trung Quốc ngày nay) vào tháng 8 năm 696, liên tiếp các tướng nhà Chu đều chết trận. Võ Tắc Thiên đã rất ngạc nhiên trước thông báo về sự thất bại này và bà ta nhanh chóng ban hành các sắc lệnh phát động một cuộc tấn công mới vào quân Khiết Đan nổi dậy này. Quân Khiết Đan tiếp tục giành chiến thắng trên chiến trường. Thủ lĩnh Phất Niết Mạt Hạt là Lý Đa Tộ phải thu nhặt tàn quân Chu rút về Lạc Dương. Sau đó quân Đại Khiết Đan quốc của Lý Tận Trung và Tôn Vạn Vinh đánh chiếm Chongzhou ở phía đông bắc Doanh Châu. Dưới tình thế ấy, Thiên Thiện Khã hãn của Hãn quốc Hậu Đột Quyết là A Sử Na Mặc Xuyết trong lúc này lại đem quân đánh Lương Châu nhà Chu, bắt đô đốc Hứa Khâm Minh.
Nhận lệnh của Vô Thượng Khả hãn Lý Tận Trung, Đại Trọng Tượng (大仲象 Dae Jungsang) và Đại Tộ Vinh (大祚榮 Dae Jo-Young), Khất Tứ Bỉ Vũ (乞四比羽 Gulsabiwu) dẫn 8000 tàn dân quân gồm người Cao Câu Ly và người Mạt Hạt (Malgal) quay về núi Đông Mưu (Dongmo, nay thuộc Mãn Châu, Trung Quốc) phối hợp với quân đội của các bộ tộc quanh Hắc Long Giang chuẩn bị đánh chiếm các thành trì của nhà Chu ở Liêu Đông. Bên cạnh đó, Vô Thượng Khả hãn Lý Tận Trung còn lệnh cho Lý Giai Cố (李楷固) cùng tướng dưới quyền Lý Giai Cố là Lạc Vũ Chỉnh (駱務整) dẫn quân Khiết Đan từ đất Tùng Mạc phía tây bắc Doanh Châu vượt Vạn Lý Trường Thành, chiếm Du Quan (nay là Sơn Hải quan, Trung Quốc), phối hợp với quân đội của bộ tộc Khố Mạc Hề (Kumo Xi) phía tây nam cùng tấn công vùng đất Đàn Châu nhà Chu.
Đại Trọng Tượng (ông nội của Đại Vũ Nghệ) và Đại Tộ Vinh (cha của Đại Vũ Nghệ) ở núi Đông Mưu đưa quân đánh phá gây tiêu hao binh lực nhà Chu của Võ Tắc Thiên ở thành Khứ Đán Châu (Hangul: 거단주, Keodanju; chữ Hán: 去旦州), Mộc Để Châu (Hangul: 목저주; chữ Hán: 木底州), Bái Hán Châu (Hangul: 배한주,; chữ Hán: 拜漢州/拜汉州),... tại Liêu Đông. An Đông đô hộ là Bùi Huyền Khê (裴玄珪) ở nhiệm sở Tân Thành (nay là Phú Thuận, Liêu Ninh, Trung Quốc) cũng bị quân của Đại Tộ Vinh tấn công nhiều lần. Bùi Huyền Khê phải rút quân Chu khỏi Tân Thành và Tân Thành nhà Chu bị Đại Tộ Vinh chiếm đóng. Quân Chu ở ba thành trì Khứ Đán Châu, Mộc Để Châu, Bái Hán Châu và ba thành trì khác xung quanh Tân Thành đều quy hàng Đại Trọng Tượng. An Đông đô hộ phủ của nhà Chu bị chấn động.
Còn Lý Giai Cố và Lạc Vũ Chỉnh dẫn quân Khiết Đan chiếm hàng loạt các thành trì nhà Chu của Võ Tắc Thiên như Đàn Châu, Bắc Bình (nay là Tần Hoàng Đảo, Hà Bắc, Trung Quốc), Ngư Dương (nay thuộc Kế Châu, Thiên Tân, Trung Quốc), U Châu (nay là Bắc Kinh, Trung Quốc), Úy Châu (nay tương đương với Trương Gia Khẩu, Trung Quốc), Dịch Châu (nay thuộc một phần của Bảo Định, Hà Bắc, Trung Quốc), Mã Ấp (nay thuộc Sóc Châu, Sơn Tây, Trung Quốc), Nhạn Môn Quan (nay thuộc Hãn Châu, Sơn Tây, Trung Quốc).
Đại Trọng Tượng (ông nội của Đại Vũ Nghệ) và Đại Tộ Vinh (cha của Đại Vũ Nghệ) ở Tân Thành thuộc Liêu Đông tiếp tục chia quân cho Khất Tứ Bỉ Vũ (Gulsabiwu) đánh chiếm Liêu Đông thành của nhà Chu và chia quân cho Gaepilsamun đánh chiếm thành Bạch Nham thành (Baegam, nay là Yên Châu làng của Liêu Dương, Liêu Ninh, Trung Quốc) của nhà Chu. Tuy nhiên khi Đại Trọng Tượng, Đại Tộ Vinh, Gaepilsamun, Khất Tứ Bỉ Vũ mang toàn quân tấn công thành Ansi nhà Chu (nay thuộc Liêu Ninh, Trung Quốc) thì gặp rất nhiều khó khăn do sự kiên cố của tòa thành Ansi (thành Ansi này từng đánh tan quân Tùy và quân Đường xâm lược Cao Câu Ly ngày xưa). An Đông đô hộ Bùi Huyền Khê (裴玄珪) biết tin thì nhanh chóng đưa quân Chu tái chiếm nhiệm sở của An Đông đô hộ phủ là Tân Thành (nay là Phú Thuận, Liêu Ninh, Trung Quốc) từ tay quân Cao Câu Ly của Đại Trọng Tượng. Không lâu sau, thấy Đại Trọng Tượng và Đại Tộ Vinh vì muốn khôi phục Cao Câu Ly nên mới nỗ lực tấn công thành Ansi, dân chúng Cao Câu Ly trong thành Ansi nổi dậy chống lại quân Chu, mở cổng thành Ansi cho quân của Đại Trọng Tượng và Đại Tộ Vinh tràn vào thành. Các tướng nhà Chu giữ thành Ansi đều bị giết. Thành Ansi rơi vào tay quân Cao Câu Ly của cha con Đại Trọng Tượng và Đại Tộ Vinh.
Tháng 10 (ÂL) cùng năm 696, Vô Thượng Khả hãn của Đại Khiết Đan quốc là Lý Tận Trung qua đời vì bệnh tật, em vợ là Tôn Vạn Vinh lên thay làm Khả hãn để tiếp tục công cuộc chống đối nhà Chu. Võ Tắc Thiên liên tục mở các cuộc phản công vào Đại Khiết Đan quốc, liên minh với Thiên Thiện Khả hãn A Sử Na Mặc Xuyết của Hãn quốc Hậu Đột Quyết tiêu diệt Đại Khiết Đan quốc vào tháng 5 năm 697. Khả hãn Tôn Vạn Vinh bị ám sát. Người Khiết Đan bỏ chạy sang Liêu Hà ở phía đông trong sự hỗn loạn. Thiên Thiện Khả hãn A Sử Na Mặc Xuyết, A Sử Na Bặc Câu và A Sử Đức Nguyên Trân dẫn quân Đột Quyết, phối hợp với quân nhà Chu và Khố Mạc Hề (Kumo Xi) do Lâu Sư Đức và Shatuo Zhongyi chỉ huy, tấn công dân chúng Khiết Đan ở Liêu Hà. Đại Tộ Vinh ở thành Ansi nghe tin thì đưa quân Cao Câu Ly đến Liêu Hà để cứu dân chúng Khiết Đan đang bị liên quân Chu - Đột Quyết - Khố Mạc Hề tấn công. Liên quân Chu - Đột Quyết - Khố Mạc Hề bị Đại Tộ Vinh đánh lui. Đại Tộ Vinh chỉ cứu được một nhóm dân chúng Khiết Đan và Đại Tộ Vinh cho an trí họ ở 9 thành trì do mình kiểm soát tại Liêu Đông. Tuy nhiên vẫn còn nhiều nhóm người Khiết Đan ở xung quanh khu vực Liêu Hà đó, họ tụ tập lại chờ thời cơ đánh trả lại nhà Chu của Võ Tắc Thiên. Tướng của Khả hãn Tôn Vạn Vinh là Lý Giai Cố (李楷固) và tướng dưới quyền Lý Giai Cố là Lạc Vũ Chỉnh (駱務整) quy hàng Võ hoàng nhà Chu. Võ Tắc Thiên ban đầu muốn xử trảm Lý Giai Cố và Lạc Vũ Chỉnh vì họ từng làm lung lay chính quyền của bà, nhưng Địch Nhân Kiệt đã can ngăn và khuyên bà phong cho 2 người họ làm tướng nhà Chu. Võ hoàng đồng ý và làm theo lời của Địch Nhân Kiệt.
Sau cuộc nổi dậy của Lý Tận Trung và Tôn Vạn Vinh bị dập tắt, tộc người Khiết Đan ở phía bắc Doanh Châu nhà Chu bắt đầu trung thành với người Đột Quyết như Thiên Thiện Khả hãn A Sử Na Mặc Xuyết và Võ Tắc Thiên đã lên kế hoạch từ ban đâu vào năm 696. Người Khố Mạc Hề (Kumo Xi) cũng thần phục A Sử Na Mặc Xuyết. Võ Tắc Thiên cũng bổ nhiệm một thủ lĩnh người Khiết Đan mới tên là Lý Thất Hoạt (李失活) làm Khả hãn mới của tộc Khiết Đan phía bắc Doanh Châu nhà Chu. Lý Giai Cố và Lạc Vũ Chỉnh sau đó được Võ Tắc Thiên phái đi trấn áp các lực lượng Khiết Đan còn chống đối nhà Chu ở Liêu Hà phía đông bắc nhà Chu. Cha con Đại Trọng Tượng (Dae Jungsang) và Đại Tộ Vinh (Dae Jo-Young) khi đó đang di dời quân đội, dân cư từ các thành Ansi, Liêu Thành và Baekham sang núi Đông Mưu (Dongmo, nay thuộc Mãn Châu, Trung Quốc) và núi Bạch Đầu (Baekdu), với ý định xây dựng kinh đô cho quốc gia mới ở núi Đông Mưu. Đại Vũ Nghệ cũng đi theo cha (Đại Tộ Vinh) và ông nội (Đại Trọng Tượng). Quân Chu do Lý Giai Cố và Lạc Vũ Chỉnh chỉ huy sau đó trấn áp thành công các lực lượng người Khiết Đan ở Liêu Hà. Một lực lượng Khiết Đan còn lại tiếp tục chạy sang phía đông đi theo đoàn quân của cha con Đại Trọng Tượng và Đại Tộ Vinh.
Năm 698 Đại Trọng Tượng (大仲象 Dae Jung-sang) và con trai là Đại Tộ Vinh (大祚榮 Dae Jo-Young) cùng với cháu nội là Đại Vũ Nghệ, thủ lĩnh Bạch Sơn Mạt Hạt là Khất Tứ Bỉ Vũ (걸사비우, 乞四比羽 bính âm: Qǐsì bǐyǔ) vẫn chống đối nhà Chu của Võ Tắc Thiên. Theo Tân Đường thư, Võ Tắc Thiên đã phái sứ giả sang Liêu Đông sắc phong cho Đại Trọng Tượng là Chấn Quốc công và phong cho Khất Tứ Bỉ Vũ là Hứa Quốc công để yên lòng họ. Khất Tứ Bỉ Vũ đã từ chối chức danh Hứa Quốc công này. Nghe tin Đại Trọng Tượng, Đại Tộ Vinh và Khất Tứ Bỉ Vũ đang di dời quân đội và dân chúng từ ba thành Ansi, Liêu Thành và Baekham đến núi Đông Mưu và núi Bạch Đầu (Baekdu), tháng 5 (ÂL) cùng năm, Võ Tắc Thiên phái Lý Giai Cố và Lạc Vũ Chỉnh dẫn 200.000 quân Chu tấn công đoàn quân của Đại Trọng Tượng và Khất Tứ Bỉ Vũ. Lý Giai Cố và Lạc Vũ Chỉnh liền dẫn quân Chu chiếm lại các thành Ansi, Liêu Thành và Baekham đang bị bỏ trống, rồi tiếp tục dẫn quân Chu đuổi theo để chặn đánh nghĩa quân của Đại Trọng Tượng và Khất Tứ Bỉ Vũ giữa đường. Hai lãnh đạo Đại Trọng Tượng và Khất Tứ Bỉ Vũ đã cố gắng chống lại cuộc tấn công của Lý Giai Cố và Lạc Vũ Chỉnh nhà Chu nhưng do quân số ít hơn nên đành phải rút lui. Quân Chu của Lý Giai Cố và Lạc Vũ Chỉnh tàn sát dân chúng của nghĩa quân rất nhiều. Thấy Lý Giai Cố và Lạc Vũ Chỉnh cho quân Chu hạ trại chặn đường đến núi Đông Mưu, Đại Trọng Tượng và Khất Tứ Bỉ Vũ, Đại Tộ Vinh sau đó cho đoàn quân và dân chúng di chuyển vòng qua doanh trại quân Chu đi theo hướng đông bắc, liên tiếp để các toán quân đoạn hậu chặn quân Chu truy kích, giúp nghĩa quân có nhiều thời gian di dời dân chúng đến gần núi Đông Mưu và Bạch Đầu (Baekdu) hơn. Lý Giai Cố và Lạc Vũ Chỉnh liên tục tấn công nghĩa quân, giết dân chúng.
Đại Trọng Tượng và Đại Tộ Vinh, Đại Vũ Nghệ cùng đoàn quân và dân chúng đến chân núi Cheonmunryeong (tiếng Trung: 天門嶺; Hán-Việt: Thiên Môn Lĩnh; bính âm: Tiānmén lǐng) thì phái Khất Tứ Bỉ Vũ (Gulsabiwu) dẫn 5000 quân Mạt Hạt chặn đường vào núi của quân Chu. Sau đó Đại Trọng Tượng và Đại Tộ Vinh, Đại Vũ Nghệ dẫn dân chúng đi vào hẻm núi Cheonmunryeong để đến núi Đông Mưu và núi Bạch Đầu (Baekdu).
Đại Trọng Tượng (ông nội của Đại Vũ Nghệ) và Đại Tộ Vinh (cha của Đại Vũ Nghệ) cùng Đại Vũ Nghệ dẫn 8000 tàn quân và dân chúng (chủ yếu là người Cao Câu Ly và người Mạt Hạt) đến được núi Đông Mưu và núi Baekdu thì cho an trí quân đội và dân chúng. Sau đó Đại Trọng Tượng và Đại Tộ Vinh dẫn quân quay lại Cheonmunryeong (Thiên Môn Lĩnh) giúp Khất Tứ Bỉ Vũ ngăn cản quân Chu của Lý Giai Cố và Lạc Vũ Chỉnh. Lý Giai Cố và Lạc Vũ Chỉnh liên tục tấn công nghĩa quân ở Cheonmunryeong. Cả Khất Tứ Bỉ Vũ và Đại Trọng Tượng đều chết trong cuộc đại chiến tại Cheonmunryeong gần núi Đông Mưu này, nhưng Đại Tộ Vinh đã lãnh đạo những quân lính Cao Câu Ly và Mạt Hạt còn lại và tiếp tục chống lại quân nhà Chu do Lý Giai Cố và Lạc Vũ Chỉnh chỉ huy.
Đại Tộ Vinh đặt 1000 địa điểm mai phục, tiến hành đánh du kích, tập kích quân Chu của Lý Giai Cố và Lạc Vũ Chỉnh 1000 lần. Trận đánh giữa Đại Tộ Vinh và quân nhà Chu của Lý Giai Cố và Lạc Vũ Chỉnh rất ác liệt tiếp tục diễn ra tại Cheonmunryeong (tiếng Trung: 天門嶺; Hán-Việt: Thiên Môn Lĩnh; bính âm: Tiānmén lǐng) cùng năm 698, và kết quả là quân của Đại Tộ Vinh đã chiến thắng. Để thực hiện giấc mơ của cha mình, Đại Tộ Vinh giành lấy 1 miền lãnh thổ rộng lớn của Mãn Châu ngày nay, lập ra vương quốc Đại Chấn (Daejin), tự xưng là Chấn vương, niên hiệu là Thiên Thống (Cheontong), xây dựng kinh thành tại gần núi Đông Mưu, nên thành cũng được đặt tên là Đông Mưu (nay thuộc tỉnh Cát Lâm, Trung Quốc). Đất nước của Đại Tộ Vinh được thành lập cùng năm 698. Đại Vũ Nghệ là con trưởng của Đại Tộ Vinh, vừa có ý chí như Đại Tộ Vinh nên Đại Vũ Nghệ đã được Đại Tộ Vinh lập làm Thái tử.

## Thời Bột Hải Cao Vương

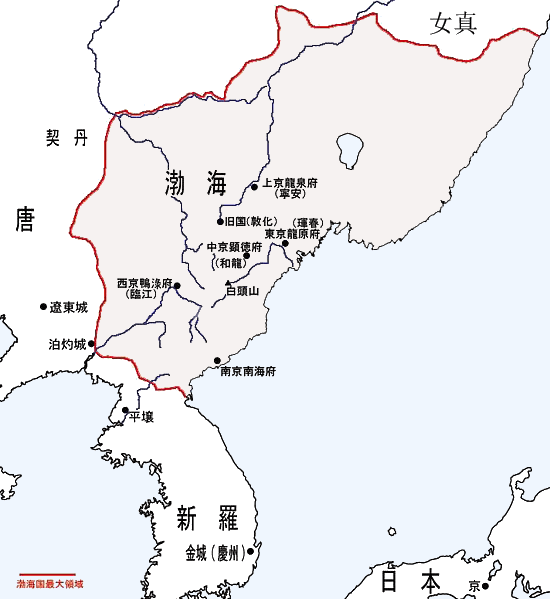
Đại Tộ Vinh lập vương quốc Đại Chấn (Daejin) năm 698 sau khi đánh bại quân nhà Chu của Võ Tắc Thiên, sang năm 712 đổi tên thành vương quốc Bột Hải (Balhae).

Sau khi lên ngôi vua, Đại Tộ Vinh (cha của Đại Vũ Nghệ) mở rộng ảnh hưởng của mình đến nhà Chu, tộc Đột Quyết, tộc Khiết Đan và nước Tân La với những tộc Mạt Hạt độc lập.
Tin truyền hậu duệ của Cao Câu Ly với chí lực và võ nghệ cao cường đã xây thành ở núi Đông Mưu và chuẩn bị mở rộng đất đai vừa lan ra thì nhưng tàn dân thuộc vùng đất xưa của Cao Câu Ly liền nhanh chóng tụ tập, tạo nên cốt lõi cho nhà nước mới. Dân số của nước Đại Chấn khi đó là 500.000 người. Chấn vương Đại Tộ Vinh phái sứ giả sang Hãn quốc Hậu Đột Quyết, lập liên minh chống nhà Chu với Thiên Thiện Khả hãn A Sử Na Mặc Xuyết.
Năm Thiên Thống thứ hai (699), Chấn vương Đại Tộ Vinh (cha của Đại Vũ Nghệ) cho trích lọc những cái hay của các bộ luật, quốc pháp của nhà Đường, nước Bách Tế (Baekje) cũ, nước Cao Câu Ly (Goguryeo) cũ, nhà Chu, nước Tân La (Silla), nước Hãn quốc Hậu Đột Quyết, tộc Khiết Đan, tộc Khố Mạc Hề (Kumo Xi), tộc Bạch Sơn Mạt Hạt và tộc Hắc Sơn Mạt Hạt. Kế đó, Chấn vương Đại Tộ Vinh soạn ra bộ luật cho nước Đại Chấn, gọi là Thiên Thống Luật (Cheontong Lu). Thiên Thống Luật này có vai trò quan trọng trong việc cai trị đất nước, tương tự như Hiến Pháp của các quốc gia ngày nay. Thiên Thống Luật của Đại Tộ Vinh xác định rằng nước Đại Chấn này là hậu duệ của nước Cao Câu Ly (Goguryeo) cũ, coi vua Đông Minh Vương Cao Chu Mông là tổ tiên của nước Cao Câu Ly cũ và nước Đại Chấn. Nước Đại Chấn của Chấn vương Đại Tộ Vinh dùng ngôn ngữ là tiếng Cao Câu Ly, chữ viết là chữ Cao Câu Ly.
Vì nước Cổ Triều Tiên (2333 TCN - 108 TCN) được khai sinh trên núi Bạch Đầu (Baekdu, nay là núi Trường Bạch) nên Chấn vương Đại Tộ Vinh cử hành các nghi lễ tế tự thờ núi Bạch Đầu như các quốc gia Phù Dư (Buyeo), Cao Câu Ly (Goguryeo) từng thực hiện.
Cùng năm 699, Chấn vương Đại Tộ Vinh dẫn quân Đại Chấn đánh chiếm nhiệm sở của An Đông đô hộ phủ là Tân Thành (này là Phú Thuận, Liêu Ninh, Trung Quốc). An Đông đô hộ Bùi Huyền Khê (裴玄珪) phải bỏ Tân Thành chạy trốn. Võ Tắc Thiên đổi nhiệm sở An Đông đô hộ phủ từ Tân Thành đã rơi vào tay Đại Tộ Vinh sang khu vực phía tây của Liêu Đông.

Bản đồ Tiểu Cao Câu Ly (màu xanh nhạt) của Cao Câu Ly vương Cao Đức Vũ (Go Deokmu) và nước Đại Chấn (màu xanh đậm) của Chấn vương Dae Jo-Young khi cùng nhau chống lại nhà Chu của Võ Tắc Thiên từ năm 699 đến năm 705.

Năm Thiên Thống thứ 3 (700), theo Tân Đường thư, thấy Chấn vương Đại Tộ Vinh đang xây dựng nước Đại Chấn (Daejin) ở đông bắc Liêu Đông và Cao Câu Ly vương Cao Đức Vũ (Go Deokmu) lập quốc Tiểu Cao Câu Ly ở Liêu Đông, Võ Tắc Thiên phong cho Lý Giai Cố (李楷固) làm Yên Quốc công, ban quốc tính họ Võ cho Lý Giai Cố (gọi là Võ Giai Cố), rồi phái Võ Giai Cố dẫn 200.000 quân Chu tấn công Đại Tộ Vinh và Cao Đức Vũ bởi Võ Giai Cố biết rõ về Đại Tộ Vinh và Cao Đức Vũ. Yên Quốc công Võ Giai Cố chia quân cho Lạc Vũ Chỉnh tấn công biên giới Tiểu Cao Câu Ly rồi đích thân dẫn quân Chu tấn công các thành trì biên giới nước Đại Chấn. Chấn vương Đại Tộ Vinh dẫn quân đến hỗ trợ các thành trì chống quân Chu. Cao Câu Ly vương Cao Đức Vũ cũng dẫn quân đến biên giới giao tranh với quân đội nhà Chu của Lạc Vũ Chỉnh. Chấn vương Đại Tộ Vinh và Cao Câu Ly vương Cao Đức Vũ cùng Yên Quốc công Võ Giai Cố và Lạc Vũ Chỉnh kịch chiến với nhau ở bắc Liêu Đông và đông bắc Liêu Đông.
Năm Thiên Thống thứ 4 (701), quân Hãn quốc Hậu Đột Quyết của Thiên Thiện Khả hãn A Sử Na Mặc Xuyết lại vượt Vạn Lý Trường Thành, xâm phạm biên giới nhà Chu. Chấn vương Đại Tộ Vinh đánh tan quân Chu của Yên Quốc công Võ Giai Cố, giải vây cho các thành trì biên giới nước Đại Chấn. Cao Câu Ly vương Cao Đức Vũ (Go Deokmu) cũng đánh tan quân đội nhà Chu của Lạc Vũ Chỉnh ở biên giới Tiểu Cao Câu Ly. Thiên Thiện Khả hãn A Sử Na Mặc Xuyết sai sứ sang nước Đại Chấn yêu cầu Chấn vương Đại Tộ Vinh hỗ trợ mình chống lại nhà Chu. Chấn vương Đại Tộ Vinh đồng ý và gửi 1 cánh quân Đại Chấn sang giúp A Sử Na Mặc Xuyết đánh các thành trì nhà Chu.
Yên Quốc công Võ Giai Cố nghe tin thì kêu gọi Khả hãn Lý Thất Hoạt của tộc Khiết Đan phía bắc Doanh Châu và tộc Hắc Sơn Mạt Hạt đông bắc nước Đại Chấn cùng tấn công biên giới nước Đại Chấn. Chấn vương Đại Tộ Vinh chia quân làm ba cánh: cánh quân thứ nhất đi trấn áp tộc Hắc Sơn Mạt Hạt phía đông bắc, cánh quân thứ hai đánh đuổi tộc Khiết Đan phía tây bắc và cánh quân thứ ba tấn công các thành Baekam, Liêu Thành của nhà Chu phía tây nam. Cánh quân Đại Chấn thứ nhất đánh tan quân Hắc Sơn Mạt Hạt, chiếm lấy lãnh thổ của họ, chiếm lại ngọn núi đầy muối ven biển vốn thuộc Cao Câu Ly (Goguryeo) ngày xưa. Người Hắc Sơn Mạt Hạt phải chạy lên phía bắc. Cánh quân Đại Chấn thứ hai đánh tan quân Khiết Đan của Khả hãn Lý Thất Hoạt. Lý Thất Hoạt phải lui quân về Liêu Hà phía tây. Cánh quân Đại Chấn thứ ba thì bị Yên Quốc công Võ Giai Cố và Lạc Vũ Chỉnh cầm chân ở phía bắc Liêu Đông.
Trong khi đó Thiên Thiện Khả hãn A Sử Na Mặc Xuyết liên tục đánh chiếm các thành trì ở tây bắc nhà Chu, sắp tiến đến Trường An (nơi Võ hoàng đang ở). Chính quyền của Võ hoàng một lần nữa bị lung lay giống như 5 năm trước Khả hãn Tôn Vạn Vinh người Khiết Đan từng cho quân Khiết Đan nam hạ đánh sắp đến Lạc Dương. Thấy tình hình nguy cấp, Võ Đán phụng mệnh Võ hoàng đi đánh dẹp quân Đột Quyết của A Sử Na Mặc Xuyết đang tiến sâu vào lãnh thổ nhà Chu, nhưng sau đó quân Đột Quyết của A Sử Na Mặc Xuyết lui quân trước.
Năm Thiên Thống thứ 5 (702) Chấn vương Đại Tộ Vinh gọi cánh quân Đại Chấn đang đánh với quân Chu của Yên Quốc công Võ Giai Cố và Lạc Vũ Chỉnh ở phía bắc Liêu Đông trở về. Võ Tắc Thiên dường như đang dự tính thêm hành động quân sự ở phía đông bắc và giao tể tướng Ngụy Nguyên Trung chỉ huy. Thủ lĩnh Phất Niết Mạt Hạt là Lý Đa Tộ được Võ Tắc Thiên phong làm quyền chỉ huy tại U Châu (幽州, gần Bắc Kinh ngày nay), với sự hỗ trợ của các tướng Tiết Nột (con trai của Tiết Nhân Quý, nhân gian gọi là Tiết Đinh San) và Lạc Vũ Chỉnh (駱務整). Tuy nhiên, có vẻ như hành động quân sự này đã không được phát động trong năm 702.
Năm Thiên Thống thứ 7 (704), Yên Quốc công Võ Giai Cố và Lạc Vũ Chỉnh lại dẫn quân Chu tiến đánh nước Đại Chấn của Chấn vương Đại Tộ Vinh.
Năm Thiên Thống thứ 8 (705) Đường Trung Tông lật đổ Võ Tắc Thiên, lấy lại quốc hiệu Đại Đường, Võ Giai Cố đang đánh Đại Tộ Vinh phải đổi cờ xí Đại Chu sang Đại Đường và lấy lại họ Lý (gọi là Lý Giai Cố). Trận đánh giữa Đại Tộ Vinh và quân nhà Đường rất ác liệt cùng năm, và kết quả là quân của Đại Tộ Vinh đã chiến thắng. Tướng Lạc Vũ Chỉnh của quân Đường tử trận. Yên Quốc công Lý Giai Cố cùng 1000 tàn quân Đường rút chạy về Liêu Hà phía tây Liêu Đông. Đại Tộ Vinh dẫn quân Đại Chấn đánh chiếm lại các thành Baekam, Liêu Thành và Ansi từ quân Đường, sau đó bao vây Liêu Hà của nhà Đường. Lý Giai Cố dẫn quân Đường ra quyết chiến với quân Đại Chấn của Đại Tộ Vinh. Kết cục, Yên Quốc công Lý Giai Cố tử trận ở Liêu Hà, quân đội nhà Đường thua tan tác. Đại Tộ Vinh cho quân rút khỏi Liêu Hà, lui về phía đông để tránh quân đội Tiểu Cao Câu Ly của Cao Câu Ly vương Cao Đức Vũ (Go Deokmu) ở Liêu Đông.
Khi biết Đường Trung Tông đã lật đổ Võ Tắc Thiên, trung hưng lại cơ nghiệp họ Lý Đường, Chấn vương Đại Tộ Vinh bèn thay đổi chính sách, hòa giải với nhà Đường. Đại Tộ Vinh còn phái con trai thứ hai là Đại Môn Nghệ (大門藝, Dae Mun-ye, em trai của Thái tử Đại Vũ Nghệ) sang Trường An nhà Đường làm con tin. Trong năm 705, vua Đường Trung Tông dời nhiệm sở của An Đông đô hộ phủ từ phía tây Liêu Đông sang U Châu (nay là Bắc Kinh, Trung Quốc), đồng thời gọi An Đông đô hộ Đường Hưu Cảnh (唐休璟) từ phía tây Liêu Đông về U Châu.
Đại Tộ Vinh sau đó còn thiết lập quan hệ hữu hảo với Tiểu Cao Câu Ly của Cao Câu Ly vương Cao Đức Vũ (Go Deokmu) ở Liêu Đông vào năm Thiên Thống thứ 10 (năm 707).
Trong giao tiếp ngoại giao giữa Tân La (đời vua Tân La Thánh Đức vương) và Đại Chấn, vua Tân La Thánh Đức vương đã cố gắng phong cho Chấn vương Đại Tộ Vinh với danh hiệu tương đương với quan chức hạng năm ở Tân La là "Đại A Chấn (Dae Achan)" vào năm Thiên Thống thứ 13 (năm 710). Chấn vương Đại Tộ Vinh và người Đại Chấn không biết hệ thống cấp bậc được sử dụng ở Tân La nên họ đã chấp nhận danh hiệu này.
Chấn vương Đại Tộ Vinh sau đó còn thiết lập quan hệ hòa bình với tộc Khiết Đan của Khả hãn Lý Thất Hoạt (李失活) phía bắc Doanh Châu nhà Đường vào năm Thiên Thống thứ 14 (711).
Sau một thời gian, Chấn vương Đại Tộ Vinh nhận ra ý nghĩa của danh hiệu "Đại A Chấn (Dae Achan)" mà vua Tân La Thánh Đức vương phong cho mình. Đại Tộ Vinh đã tìm cách thay đổi địa vị quốc tế của quốc gia mình. Năm Thiên Thống thứ 15 (712), Chấn vương Đại Tộ Vinh đổi lại quốc hiệu từ Đại Chấn (Daejin) sang Bột Hải (Balhae), xưng là Bột Hải vương, sử sách gọi ông ta là Bột Hải Cao Vương. Đại Vũ Nghệ cũng thay đổi xưng hiệu Đại Chấn thái tử sang Bột Hải thái tử.
Năm Thiên Thống thứ 16 (713), vua Đường Huyền Tông phong Bột Hải Cao Vương làm Bột Hải quận vương (Bột Hải là tên của vùng biển bao quanh Liêu Đông và Sơn Đông nhà Đường). Cả nhà Đường và Tân La đều không công nhận vương quốc Bột Hải của Dae Jo-Young là quốc gia kế vị Cao Câu Ly. Nhà Đường coi vương quốc Bột Hải là một công quốc của người Mạt Hạt trong khi Tân La coi vương quốc Bột Hải là chư hầu của họ. Bột Hải vương Dae Jo-Young đối với Tân La cũng giữ quan hệ hòa bình, nhưng thực chất bên trong cũng muốn đánh Tân La vì Tân La từng giúp quân Đường tiêu diệt Cao Câu Ly (quốc gia tiền thân của Bột Hải). Từ năm 713 đến năm 721, vua Tân La Thánh Đức vương đã xây dựng bức tường phía bắc để duy trì hoạt động phòng thủ dọc biên giới, tránh bị vương quốc Bột Hải tấn công.
Năm Thiên Thống thứ 20 (717) Khả hãn Lý Thất Hoạt của tộc Khiết Đan qua đời, Lý Sa Cố (李娑固) kế vị Khả hãn Khiết Đan và cũng duy trì hòa bình với Bột Hải Cao Vương.
Ngày 2 tháng 4 âm lịch năm 719, tức là tháng 6 dương lịch năm Thiên Thống thứ 22 (719), Bột Hải Cao Vương (Đại Tộ Vinh) băng hà, thọ 74 tuổi. Người con trai trưởng của Đại Tộ Vinh là Đại Vũ Nghệ (Dae Muye) lên ngôi, tức là vua Bột Hải Vũ Vương. Đại Tộ Vinh đã để lại di chúc rằng "Đừng quên tinh thần Cao Câu Ly, hãy kế thừa tinh thần của Cao Câu Ly". Vũ Vương truy hiệu cho cha mình là Hiếu Cao đại vương là danh hiệu có tính tượng trưng cho "Vua của Cao Câu Ly", truyền lại ý chí mạnh mẽ cho các đời vua Bột Hải sau này.

## Trị vì
Đại Vũ Nghệ lên ngôi sau cái chết của vua cha vào năm 719. Ông được vua Đường Huyền Tông sắc phong vương vị là Quế Lâu Vương (Gyeru wang) - Vương của tỉnh Quế Lâu (Gyeru). Ông truy phong thụy hiệu cho cha mình, Đại Tộ Vinh, là Cao Vương. Từ đó, ông tuyên bố niên hiệu Nhân An (In-an) cùng năm 719 (niên hiệu thay thế cho niên hiệu Thiên Thống của vua Bột Hải Cao Vương Đại Tộ Vinh), một hành động nhằm thể hiện tính độc lập với nhà Đường của Trung Quốc dù ông đã nhận mọi sắc phong của nhà Đường. Trên một phương diện khác, ông thường xuyên cứ sứ thần sang nhà Đường, trong đó có cả con trai và các em trai.
Trong những năm đầu tiên, dưới thời trị vì của Bột Hải Vũ Vương, vương quốc Bột Hải đã nắm giữ 100.000 quân.
Nước Tân La cũng quan tâm đến sự nổi lên của vương quốc Bột Hải. Năm Nhân An thứ ba (năm 721) vua Tân La Thánh Đức Vương đã cho xây một bức trường thành tại biên giới phía bắc của Tân La. Chứng tích của bức tường vẫn có thể tiếp cận tại tỉnh Hamgyong Nam ngày nay. Cùng năm 721 Bột Hải Vũ Vương xuất quân đánh chiếm 2/3 lãnh địa của bộ lạc Bạch Sơn Mạt Hạt. Cũng trong năm 721, nhà Đường (đời vua Đường Huyền Tông) yêu cầu Bột Hải Vũ Vương hỗ trợ quân sự cho nhà Đường chống lại tộc Khiết Đan (đời Khả hãn Lý Úc Vu) nhưng Bột Hải Vũ Vương đã từ chối.
Năm Nhân An thứ tư (năm 722) vua Đường Huyền Tông đã bổ nhiệm một thủ lĩnh của bộ lạc Hắc Thủy Mạt Hạt làm Thái thú Bozhou (ngày nay thuộc Khabarovsk, Nga) để kiểm tra ảnh hưởng của vương quốc Bột Hải.
Năm Nhân An thứ 7 (năm 725), An Đông đô hộ Tiết Thái (薛泰) của An Đông đô hộ phủ tại Bình Châu đề nghị vua Đường Huyền Tông cho đóng quân Đường trong khu vực. Đáp lại, các quan chức nhà Đường đã cử một chính quyền gồm các thủ lĩnh của các bộ lạc nhỏ hơn dưới sự chỉ huy của Thứ sử U Châu. Bột Hải Vũ Vương tin rằng bộ lạc Hắc Thủy Mạt Hạt và nhà Đường đang âm mưu tấn công vương quốc Bột Hải của mình và Bột Hải Vũ Vương đã yêu cầu một cuộc tấn công phủ đầu. Bột Hải Vũ Vương đã ra lệnh cho em trai mình là Đại Môn Nghệ (大門藝, Dae Mun-ye) dẫn quân Bột Hải đi tấn công bộ lạc Hắc Thủy Mạt Hạt. Đại Môn Nghệ, người đã ở lại kinh đô Trường An nhà Đường làm con tin kể từ khi bắt đầu quan hệ hòa bình giữa Bột Hải và nhà Đường từ năm 705 đến năm 725 mới được về nước, và hiểu ý nghĩa của việc tấn công đồng minh của nhà Đường, đã miễn cưỡng thực hiện mệnh lệnh. Bộ lạc Hắc Thủy Mạt Hạt bị đánh bại, lãnh thổ vương quốc Bột Hải được mở rộng. Điều này đã dẫn đến xích mích ngoại giao chống lại vua Đường Huyền Tông. Việc mở rộng lãnh thổ của Bột Hải Vũ Vương đã bị hiểu lầm là một mối ràng buộc chính trị với một số bộ lạc Mạt Hạt, và Bột Hải Vũ Vương bị ép buộc phải gửi con trai trưởng của mình là Đại Đô Lợi Hành (大都利行) đến nhà Đường làm con tin. Đại Môn Nghệ đã hai lần khuyên Bột Hải Vũ Vương nên từ bỏ kế hoạch tấn công bộ lạc Hắc Thủy Mạt Hạt.:
Khi Cao Câu Ly (Goguryeo) ở đỉnh cao, đất nước có 300.000 binh sĩ tinh nhuệ. Cao Câu Ly đã chống lại triều đình nhà Đường và không chịu thần phục nhà Đường. Tuy nhiên, ngay khi quân Đường đánh đến, Cao Câu Ly đã bị cuốn vào cát bụi. Bây giờ dân số Bột Hải ít hơn nhiều lần so với Cao Câu Ly. Vậy mà bệ hạ (Bột Hải Vũ Vương) lại muốn chống đối triều đình nhà Đường. Chúng ta thực tế không có khả năng làm điều đó.— Đại Môn Nghệ
Bột Hải Vũ Vương không để ý đến em trai mình và lấy sự miễn cưỡng của Đại Môn Nghệ làm cái cớ để loại bỏ Đại Môn Nghệ ra khỏi quyền chỉ huy quân đội Bột Hải. Đại Môn Nghệ bỏ trốn sang Trường An nhà Đường (đời vua Đường Huyền Tông).
Năm Nhân An thứ 8 (năm 726), Bột Hải Vũ Vương xuất quân đánh chiếm bộ lạc Túc Mạt Mạt Hạt, Bá Đốt Mạt Hạt và Phất Niết Mạt Hạt, chiếm 1/3 lãnh địa của bộ lạc Ngu Lâu Mạt Hạt. Bột Hải Vũ Vương tiêu diệt và sáp nhập vương quốc Dumaknu (hậu duệ của quốc gia Bắc Phù Dư) ở phía bắc. Bột Hải Vũ Vương còn tấn công bộ lạc Thiết Lợi Mạt Hạt, buộc Thiết Lợi Mạt Hạt trở thành chư hầu của vương quốc Bột Hải.
Năm Nhân An thứ 9 (năm 727), Bột Hải Vũ Vương xuất quân đánh chiếm toàn bộ 1/3 lãnh địa còn lại của bộ lạc Bạch Sơn Mạt Hạt và chiếm nhiều thành của nhà Đường (đời vua Đường Huyền Tông) ở An Đông đô hộ phủ.
Dù Bột Hải Vũ Vương được vua Đường Huyền Tông sắc phong vương vị là Quế Lâu Vương nhưng sự phát triển mạnh mẽ của Bột Hải đã gây ra va chạm với nhà Đường cũng như Tân La ở phía nam Triều Tiên, Khiết Đan, Khố Mạc Hề (Kumo Xi), Đột Quyết, và một vài bộ lạc Mạt Hạt. Trong khi bộ lạc Hắc Thủy Mạt Hạt ở phía bắc Bột Hải nằm dưới quyền kiểm soát trực tiếp của nhà Đường từ năm 727, ông đã tấn công bộ lạc Hắc Thủy Mạt Hạt ở đông bắc do lo sợ một cuộc tấn công gọng kìm. Để tránh sự cô lập quốc tế, Bột Hải bắt đầu cử sứ thần sang Nhật Bản (đời Thiên hoàng Shōmu) từ tháng 8 năm 727. Đoàn sứ giả Bột Hải gồm 24 người, bao gồm các tướng lĩnh cấp cao như
Ko In-ui và Ko Ched-ok. Bột Hải Vũ Vương nhờ đoàn sứ giả Bột Hải gửi 300 bộ lông chồn đến Nhật Bản vừa để thể hiện sự thiện chí vừa là mong muốn thúc đẩy quan hệ hữu nghị giữa Bột Hải với Nhật Bản. Khi đó có một học sinh được cử từ Tân La đến Nhật Bản để đào tạo phiên dịch tiếng Nhật đã hỗ trợ một phái viên ngoại giao từ vương quốc Bột Hải giao tiếp với toàn thể triều đình Nhật Bản. Sứ giả Bột Hải đã tuyên bố với triều đình Nhật Bản rằng Bột Hải đã "thu hồi vùng đất Cao Câu Ly (Goguryeo) đã mất và kế thừa những truyền thống cũ của Phù Dư (Buyeo)". Nhật Bản, vốn đã có mối quan hệ căng thẳng với Tân La (đời vua Tân La Thánh Đức vương) đã hoan nghênh vương quốc với vị thế của một Cao Câu Ly (Goguryeo) và Phù Dư (Buyeo) hồi sinh.
Bột Hải Vũ Vương đã tấn công vào đông bắc nhà Đường bằng bộ binh vào năm Nhân An thứ 10 (năm 728). Khi quân Đường chuẩn bị phản công thì quân Bột Hải lui quân.
Năm Nhân An thứ 14 (năm 732) Bột Hải Vũ Vương cử một đoàn sứ giả Bột Hải đến triều đình nhà Đường yêu cầu vua Đường Huyền Tông xử tử Đại Môn Nghệ. Đáp lại, nhà Đường đã bí mật gửi Đại Môn Nghệ đến Trung Á trong khi thông báo cho Bột Hải Vũ Vương rằng em trai của ông đã bị đày đến miền nam nhà Đường. Tuy nhiên, sự thật của các sự kiện đã bị rò rỉ ra ngoài, khiến Bột Hải Vũ Vương vô cùng tức giận. Thêm vào đó, con trai trưởng của ông là Đại Đô Lợi Hành đang làm con tin ở nhà Đường được 7 năm thì qua đời. Điều này càng khiến Bột Hải Vũ Vương hạ quyết tâm tuyên chiến với nhà Đường.
Sau đó Bột Hải Vũ Vương phái Trương Văn Hưu (장문휴, 張文休) dẫn hải quân Bột Hải đi tấn công Đăng Châu (nay là Yên Đài) thuộc bán đảo Sơn Đông nhà Đường cùng năm 732. Hải quân Bột Hải của Trương Văn Hưu đã giết chết quan thái thú nhà Đường ở bán đảo Sơn Đông là Vĩ Tuấn (偉俊), chiếm đóng Đăng Châu và tiếp tục đi đánh chiếm các thành trì nhà Đường khác ở Sơn Đông, bắt rất nhiều thủy thủ và thường dân nhà Đường giải về Bột Hải.. Đăng Châu là trung tâm của các tuyến thương mại hàng hải ở Đông Á, và là địa điểm mà cả sứ thần Tân La và vương quốc Bột Hải đã ở lại khi đến triều cống cho Hoàng đế nhà Đường. Kết quả là, cuộc tấn công của hải quân Bột Hải vào Đăng Châu không chỉ đơn thuần được thúc đẩy bởi sự trả đũa địa chính trị chống lại nhà Đường mà còn xuất phát từ mong muốn khẳng định sức mạnh hàng hải mới hình thành của mình cũng như ngăn cản Hắc Thủy Mạt Hạt thiết lập quan hệ thương mại với nhà Đường, vốn đã bị suy yếu. Bột Hải thống trị các tuyến đường thương mại phía bắc. Cuộc tấn công thành công của hải quân Bột Hải vào Đăng Châu cũng thể hiện sức mạnh hàng hải đáng kinh ngạc của một quốc gia ba mươi bốn năm tuổi, nơi có các tàu hải quân quân sự có thể vượt biển cũng như các tàu buôn có thể thực hiện các hoạt động thương mại.
Lúc đầu vua Đường Huyền Tông cho rằng quân Bột Hải của Trương Văn Hưu chỉ là đám hải tặc hoành hành ở bờ biển Sơn Đông, đến khi thái thú Vĩ Tuấn bị giết hại, vua Đường Huyền Tông mới nhận thấy đây là hành động gây chiến tranh với nhà Đường của vương quốc Bột Hải. Một thời gian ngắn sau, Trương Văn Hưu cho rút quân chiến thuật ra khỏỉ thành Đăng Châu nhưng quân Bột Hải của Trương Văn Hưu vẫn còn chiếm đóng nhiều thành trì thuộc Sơn Đông nhà Đường.
Để đối phó với các cuộc tấn công, nhà Đường đã ra lệnh cho Kim Chungsin, cháu trai của vua Tân La Thánh Đức Vương và là cận thần trong triều đình nhà Đường, quay trở lại Tân La và tổ chức một cuộc tấn công vào vương quốc Bột Hải. Kim Chungsin bào chữa cho yêu cầu này bằng cách yêu cầu ở lại nhà Đường với tư cách là cận vệ của hoàng đế Đường Huyền Tông. Thay thế vị trí của Kim Chungsin, nhà Đường cử Kim Saran, một nhà ngoại giao cấp thấp của Tân La, và một hoạn quan của nhà Đường. Đại Môn Nghệ cũng được vua Đường Huyền Tông triệu hồi từ Trung Á về để tuyển binh ở U Châu nhà Đường.
Bột Hải Vũ Vương thân chinh dẫn bộ binh Bột Hải tiến đến Mã Đô Sơn (馬都山) tại Du Quan của nhà Đường và tiến hành đánh chiếm nhiều quận huyện của nhà Đường gần đó. Bột Hải Vũ Vương cho quân đi cướp phá thị trấn Matoushan (phía tây bắc Sơn Hải quan ngày nay), và giết chết 10.000 binh lính nhà Đường. Quân Bột Hải còn đột kích và cướp bóc biên giới nhà Đường dọc theo Liêu Hà và bờ biển của Tiểu Cao Câu Ly ở bán đảo Liêu Đông cũng bị quân Bột Hải đột kích. Tháng 9 năm 732, quân Bột Hải do Trương Văn Hưu chỉ huy tấn công thành Đăng Châu ở Sơn Đông nhà Đường lần 2. Vua Đường Huyền Tông cử quân đến phòng thủ và chi viện cho Đăng Châu.
Cùng năm 732, tướng Đường là Cát Phúc Thuận đánh bại quân Bột Hải một trận lớn ở Sơn Đông khiến hải quân Bột Hải của Trương Văn Hưu phải rút khỏi Sơn Đông theo đường biển về nước.
Năm Nhân An thứ 15 (năm 733), vua Đường Huyền Tông phong cho Tân La Thánh Đức Vương làm Ninh Hải quân sứ (Ninghai junshi 寧海軍使) với lệnh trừng phạt vương quốc Bột Hải. Sau đó, vua Đường Huyền Tông lệnh cho Đại Môn Nghệ (大門藝, Dae Mun-ye) dẫn quân Đường tấn công vương quốc Bột Hải cùng với các lực lượng của nước Tân La (đời vua Tân La Thánh Đức Vương), song đã không thành công. Liên quân Đường - Tân La gặp tuyết lớn chặn mọi con đường. Bão tuyết đã giết chết một nửa trong số 100.000 quân Đường - Tân La nên buộc bọn họ phải lui quân. Bột Hải Vũ Vương chớp thời cơ xua quân đánh tan liên quân Đường - Tân La. Đại Môn Nghệ theo quân Đường rút về nhà Đường. Bột Hải Vũ Vương tiếp tục cố giết em trai Đại Môn Nghệ của mình. Ông cử một thích khách đến Lạc Dương nhà Đường để ám sát Đại Môn Nghệ. Đại Môn Nghệ bị tấn công vào ban ngày gần cầu Tianjin bên ngoài hoàng cung Lạc Dương nhưng không hề hấn gì.
Bột Hải Vũ Vương sau đó phái sứ giả mang thư đến nhà Đường có nội dung chỉ trích vua Đường Huyền Tông như sau:
Một đế chế vĩ đại (như nhà Đường) phải thể hiện sự chân thành, tại sao Ngài (Đường Huyền Tông) lại lừa dối chúng tôi? Làm ơn, hãy giết hắn (Đại Môn Nghệ) với yêu cầu cũ của tôi!.— Theo Cựu Đường thư
Năm Nhân An thứ 16 (năm 734), vua Tân La Thánh Đức Vương phái quân Tân La tấn công vương quốc Bột Hải của Bột Hải Vũ Vương nhưng bị Bột Hải Vũ Vương đánh bại. Sau đó Bột Hải Vũ Vương liên tục tấn công Tân La của vua Tân La Thánh Đức Vương từ năm 734 đến năm 735, đánh cho nước Tân La tan tác.
Trong nỗ lực kiềm chế tham vọng của vương quốc Bột Hải, nhà Đường (đời vua Đường Huyền Tông) đã chấp nhận yêu cầu của Tân La (đời Tân La Thánh Đức Vương) là bố trí quân đội Tân La ở Hwanghae và sông Đại Đồng trong năm Nhân An thứ 17 (năm 735). Điều đó chứng tỏ rằng nhà Đường đã chính thức trao cho Tân La vùng lãnh thổ phía nam sông Đại Đồng, vùng đất được nhà Đường quản lý ít nhất là từ thế kỷ 7 trong các chiến dịch của họ với Tân La nhằm đánh bại Cao Câu Ly. Một biểu hiện cải thiện quan hệ giữa Tân La với nhà Đường.
Thời kỳ Bột Hải Vũ Vương cai trị, phần lớn những người dân nước Bột Hải là người Cao Câu Ly, người Mạt Hạt chiếm số ít hơn.
Bối cảnh bất lợi về chiến lược bắt đầu chuyển sang vương quốc Bột Hải vào năm 734 – 735, khi thủ lĩnh người Khiết Đan là Khả hãn Khuất Liệt, Khả hãn Lý Qua Chiết và Khả Đột Vu và đồng minh Hãn quốc Hậu Đột Quyết (các đời Bì Gia Khả hãn A Sử Na Mặc Cức Liên, Y Nhiên Khả hãn A Sử Na Y Nhiên) của Khả Đột Vu bị quân đội nhà Đường (đời vua Đường Huyền Tông) đánh bại. Ngoài ra, một lực lượng gồm 5.000 kỵ binh Khố Mạc Hề (Kumo Xi) đã đầu hàng nhà Đường. Sự thất bại của người Khiết Đan và người Đột Quyết trước nhà Đường, và sự phục tùng của Khố Mạc Hề với nhà Đường đã loại bỏ vùng đệm đã hình thành giữa vương quốc Bột Hải và nhà Đường. Cảm nhận được sự thay đổi trong diễn biến chiến lược, Bột Hải Vũ Vương quyết định cầu hòa với nhà Đường. Hai nước Bột Hải và nhà Đường đã ký hòa ước, với điều kiện Bột Hải phải cống nạp cho nhà Đường.
Năm Nhân An thứ 19 (năm 737), các thủy thủ và thường dân nhà Đường bị giam giữ ở Bột Hải từ năm 732 được Bột Hải Vũ Vương cho hồi hương về lại nhà Đường (đời vua Đường Huyền Tông).
Trong năm 737 Bột Hải Vũ Vương (Đại Vũ Nghệ) qua đời, hưởng thọ 55 tuổi. Con trai thứ ba của ông là Đại Khâm Mậu (Dae Heummu) lên kế vị, tức là vua Bột Hải Văn Vương.

## Gia đình
- Cha
  - Đại Tộ Vinh (대조영, 大祚榮, Dae Joyeong)
- Mẹ
  - Không rõ
- Em trai
  - Đại Môn Nghệ (대문예, 大門藝, Dae Munye)
  - Đại Xương Bột Giá (대창발가, 大昌勃價, Dae Changbalga)
  - Đại Hồ Nhã (대호아, 大胡雅, Dae Ho-a)
  - Đại Lãnh Nhã (대낭아, 大郎雅, Dae Nang-a)
  - Đại Lâm (대림, 大琳, Dae Rim)
  - Đại Bảo Phương (대보방, 大寶方, Dae Bo-bang)
- Vương tử
  - Đại Đô Lợi Hành (대도리행, 大都利行, Dae Dorihaeng)
  - Đại Nghĩa Thần (대의신, 大義神, Dae Ui-sin)
  - Đại Khâm Mậu (대흠무, 大欽茂, Dae Heummu)
  - Đại Nguyên Nghĩa (대원의, 大元義, Dae Won-ui)